# (20959) 1936 UG
1936 يو جي (ويعرف أيضًا باسم (20959) 1936 يو جي وفق تسمية الكوكب الصغير) (بالإنجليزية: 1936 UG)‏ هو كويكب ضمن حزام الكويكبات؛ وترتيبه 20959 من حيث الاكتشاف.
اكتُشف هذا الجُرم الفلكي بواسطة Marguerite Laugier ‏ في 21 أكتوبر 1936.

## وصلات خارجية
- (20959) 1936 UG في قاعدة بيانات مختبر الدفع النفاث لأجرام النظام الشمسي الصغيرة

- الاكتشاف · مخطط المدار ·  العناصر المدارية · المعلمات المادية

- (20959) 1936 UG على موقع ويكي سكاي: DSS2, SDSS, GALEX, IRAS, Hydrogen α, X-Ray, Astrophoto, Sky Map, Articles and images